# BBC Lincolnshire
BBC Lincolnshire – brytyjska stacja radiowa, należąca do publicznego nadawcy radiowo-telewizyjnego BBC i pełniąca w jego sieci rolę stacji lokalnej dla centralnej i południowej części hrabstwa Lincolnshire. Została uruchomiona 11 listopada 1980 roku, obecnie można jej słuchać w analogowym przekazie naziemnym oraz w Internecie.
Siedzibą stacji jest ośrodek BBC w Lincoln. Oprócz produkowanych tam audycji własnych, na antenie można usłyszeć także programy siostrzanych stacji lokalnych BBC z Kingston upon Hull, Derby, Nottingham i Leeds, a także nocne pasmo ogólnokrajowego BBC Radio 5 Live